# Mordellistena nigricans
Mordellistena nigricans es una especie de coleóptero de la familia Mordellidae.

## Distribución geográfica
Habita en Estados Unidos.